# Obléhání Dubrovníku
Obléhání Dubrovníku (srbochorvatsky opsada Dubrovnika, опсада Дубровника) bylo vojenské střetnutí mezi Jugoslávskou lidovou armádou (JNA) a chorvatskými silami bránícími město Dubrovník a jeho okolí během chorvatské války za nezávislost. JNA zahájila svůj postup 1. října 1991 a do konce října dobyla prakticky veškeré území mezi poloostrovy Pelješac a Prevlaka na pobřeží Jaderského moře, s výjimkou samotného Dubrovníku. Obléhání bylo doprovázeno blokádou jugoslávským námořnictvem. Bombardování Dubrovníku ze strany JNA, včetně Starého Města, které je na seznamu světového dědictví UNESCO, vyvrcholilo 6. prosince 1991. Ostřelování vyvolalo mezinárodní odsouzení a stalo se pro Srbsko a Černou Horu katastrofou pro styk s veřejností, která přispěla k jejich diplomatické a ekonomické izolaci, stejně jako mezinárodní uznání nezávislosti Chorvatska. V květnu 1992 se JNA stáhla do Bosny a Hercegoviny, na některých místech méně než 1 kilometr (0,62 mil) od pobřeží, a předala své vybavení nově vzniklé armádě Republiky srbské (VRS). Během této doby zaútočila chorvatská armáda (HV) ze západu a zatlačila JNA/VRS z oblastí východně od Dubrovníku, jak v Chorvatsku, tak v Bosně a Hercegovině, a do konce května se spojila s jednotkou HV bránící město. Boje mezi HV a jugoslávskými jednotkami východně od Dubrovníku postupně utichly.
Obležení mělo za následek smrt 194 lidí z řad chorvatského vojenského personálu, stejně jako 82–88 chorvatských civilistů. JNA utrpěla 165 obětí. Celá oblast byla znovu dobyta HV během operace Tiger a bitvě u Konavle do konce roku 1992. Ofenzíva měla za následek vysídlení 15 000 lidí, především z Konavle, kteří uprchli do Dubrovníku. Přibližně 16 000 uprchlíků bylo evakuováno z Dubrovníku po moři a město bylo zásobeno motorovými čluny vyhýbajícími se blokádě a konvojem civilních plavidel. Více než 11 000 budov bylo poškozeno a četné domy, podniky a veřejné budovy byly vydrancovány nebo vypáleny.
Operace byla součástí plánu vypracovaného JNA zaměřeného na zajištění oblasti Dubrovníku a následného postupu na severozápad, aby se přes západní Hercegovinu spojili s jednotkami JNA v severní Dalmácii. Ofenzivu doprovázelo značné množství válečné propagandy. V roce 2000 se černohorský prezident Milo Đukanović omluvil za obléhání, což vyvolalo rozzlobenou reakci od jeho politických oponentů a ze Srbska. Mezinárodní trestní tribunál pro bývalou Jugoslávii (ICTY) odsoudil dva jugoslávské důstojníky za jejich účast v obležení a třetího předal Srbsku k trestnímu stíhání. Obžaloba ICTY uvedla, že cílem ofenzivy bylo odtrhnout oblast Dubrovníku od Chorvatska a začlenit jej do státu ovládaného Srby prostřednictvím neúspěšného vyhlášení Dubrovnické republiky dne 24. listopadu 1991. Kromě toho Černá Hora usvědčila čtyři bývalé vojáky JNA ze zneužívání vězňů v táboře Morinj. Chorvatsko také obvinilo několik bývalých důstojníků JNA nebo jugoslávského námořnictva a bývalého vůdce bosenských Srbů z válečných zločinů, ale z těchto obvinění zatím nevyplynul žádný soud.